# Vlag van Macau

Vlag van Macau (ratio 2:3)

De vlag van Macau is lichtgroen met een lotusbloem boven een gestileerde weergave van de Ponte Governador Nobre de Carvalho. Onder de brug is water getekend. Boven de lotusbloem is een boog van vijf gouden vijfpuntige sterren, waarvan één ster groter is dan de andere. De vlag werd ontworpen door Xiao Hong. De vlag werd voor het eerst gehesen op 20 december 1999.
De lotusbloem is een embleem van Macau. De brug vormt de verbinding tussen de stad Macau en het tot Macau behorende eiland Taipa. De brug is een van de herkenningspunten van Macau. Het water onder de brug symboliseert de positie van Macau als havenstad. De vijf sterren verwijzen naar de vijf sterren op de vlag van de Volksrepubliek China en symboliseren zo de relatie tussen Macau en de rest van de China.
In 1993 heeft het Nationaal Volkscongres van China een wet aangenomen die Macau niet alleen eigen bevoegdheden geeft volgens het één-land-twee-systemen-principes, maar waarin ook het ontwerp van de vlag is vastgelegd en waarin staat dat Macau naast de Chinese ook haar eigen vlag mag voeren.
Tot 1999 was Macau een kolonie van Portugal en wapperde de Portugese vlag boven Macau. De kolonie Macau had destijds geen eigen vlag, maar de stad Macau wel. Er was een vlag voor de regering van Macau, met het wapen van de kolonie op een lichtblauw veld. Er was een vlag voor de door Portugal geregeerde gemeenteraad van Macau, met een wapen in Portugese stijl en twee engelen als heraldische supporters, die werd gebruikt bij de overdrachtsceremonie in 1999 en bij de Aziatische Spelen 1990, 1994 en 1998.

## Historische vlaggen

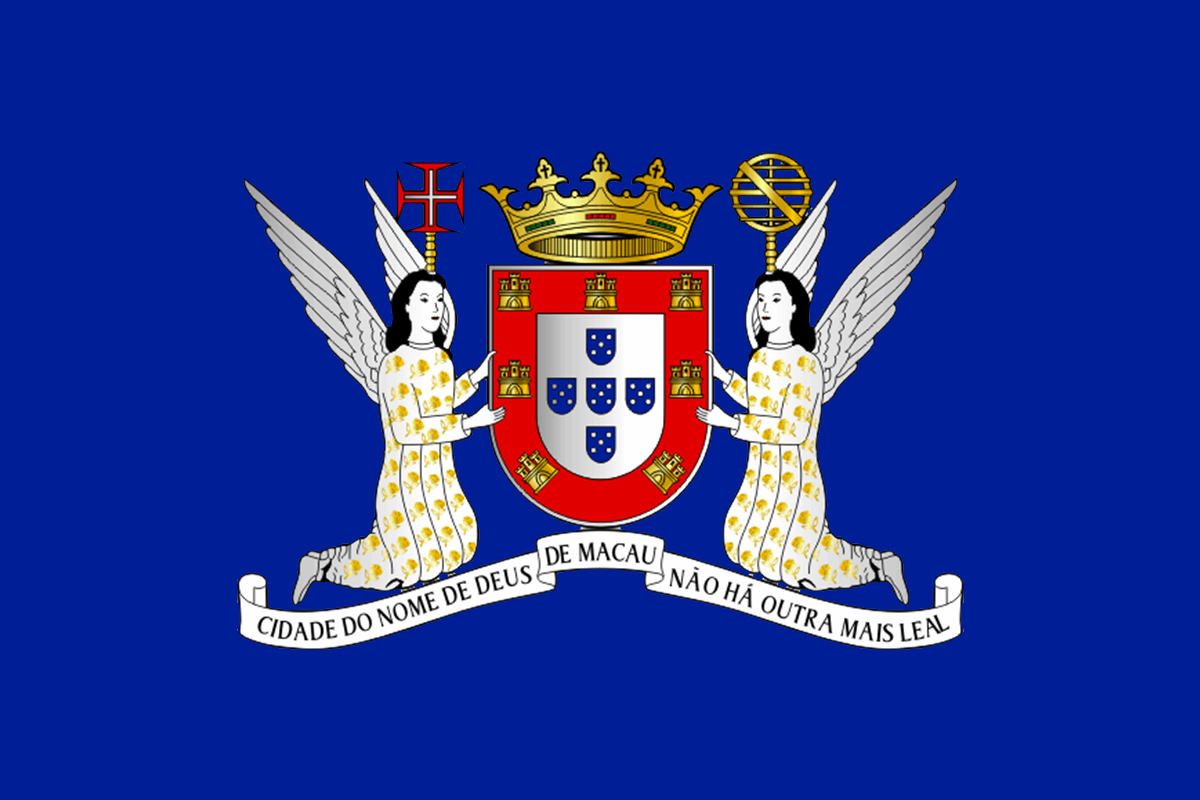
Vlag van de gemeente Macau, een van de twee lokale gemeentelijke overheden. (1975-1999)
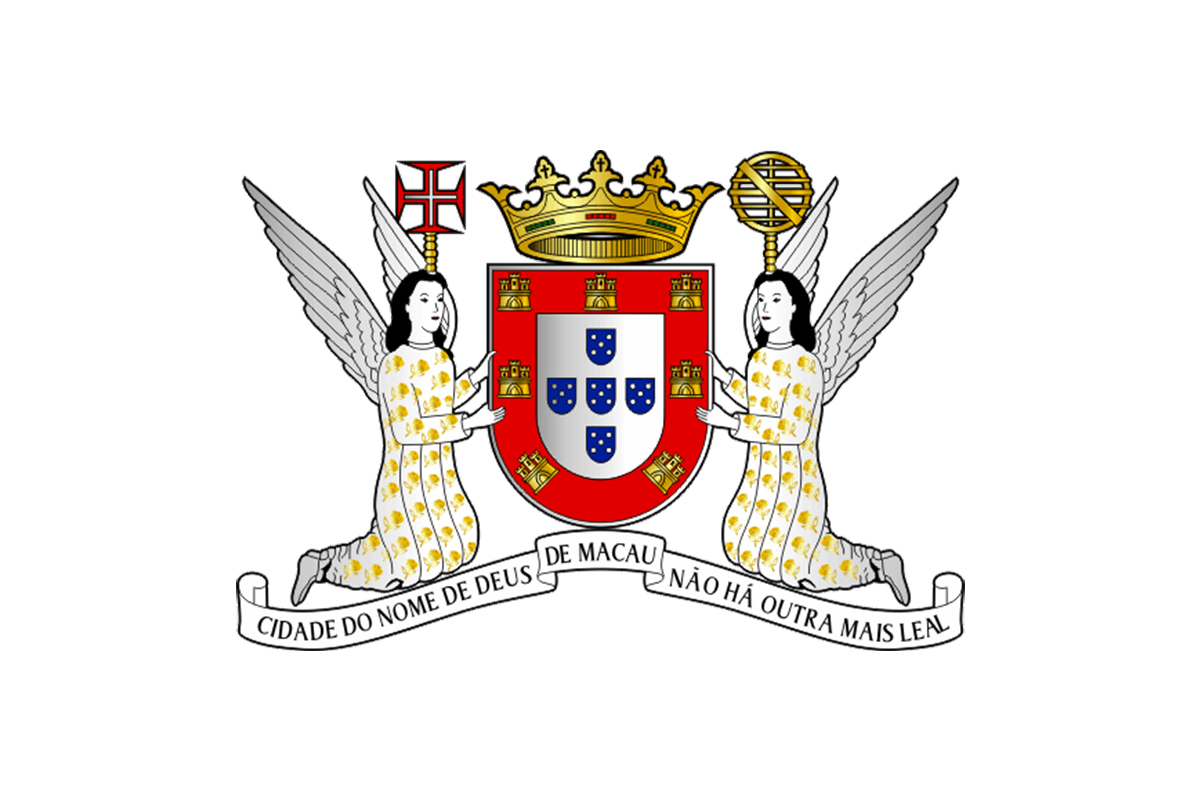
Vlag van de gemeente Macau, een van de twee lokale gemeentelijke overheden. (1975-1999, Witte variant)
Vlag van de gemeente Ilhas, een van de twee lokale gemeentelijke overheden. (1975-1999)
Vlag van de Portugese koloniale regering van Macau. (1975-1999)
Onofficiële variant vlag van de Portugese koloniale regering van Macau.